# 千利休

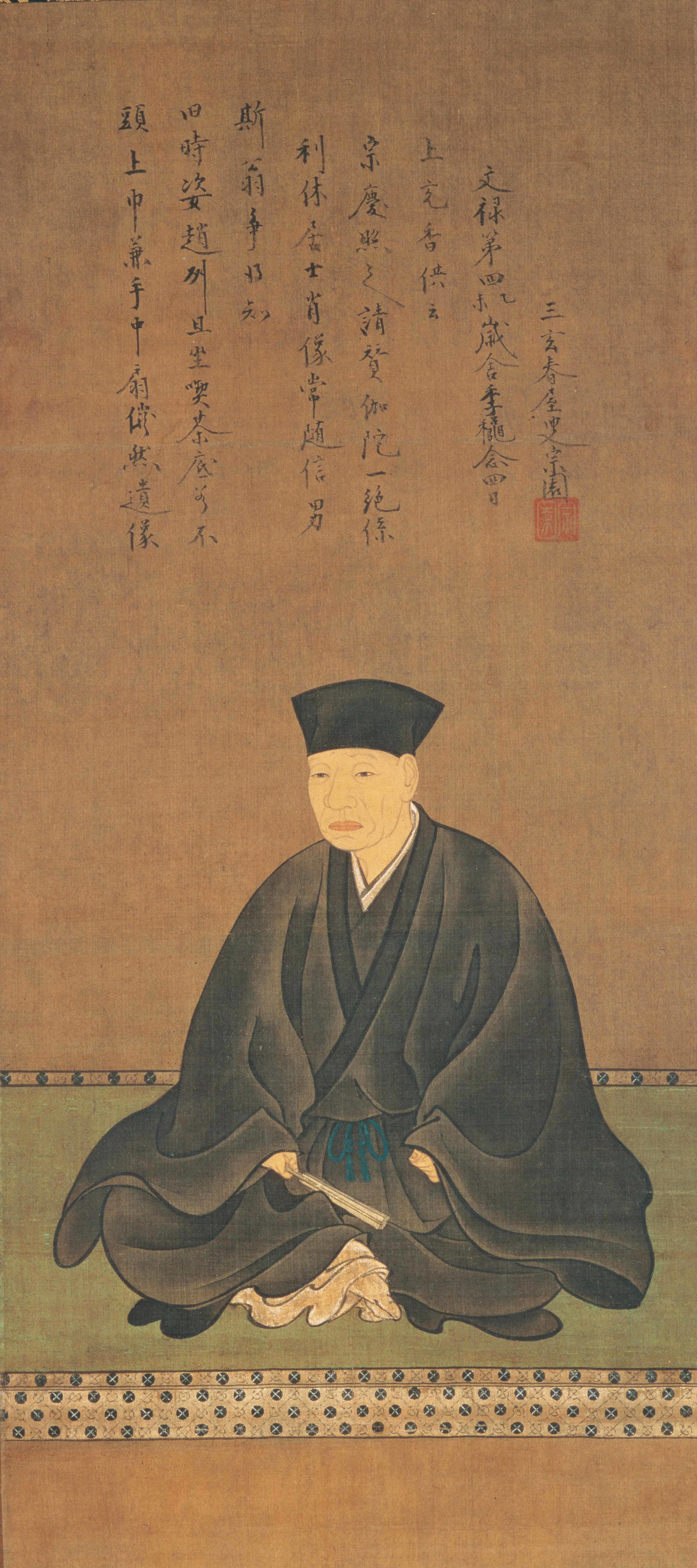
絹本著色千利休像
（長谷川等伯画、春屋宗園賛、不審菴蔵、重要文化財）

千利休（せんの りきゅう、せん りきゅう、大永2年（1522年） - 天正19年2月28日（1591年4月21日））は、戦国時代から安土桃山時代にかけての茶人、商人。
わび茶（草庵の茶）の完成者として知られ、茶聖とも称せられる。また、今井宗久、津田宗及とともに茶湯の天下三宗匠と称せられ、「利休七哲」に代表される数多くの弟子を抱えた。また、末吉孫左衛門の親族である平野勘平衛利方と親しく交流があった。子孫は茶道の三千家として続いている。千利休は天下人・豊臣秀吉の側近という一面もあり、豊臣秀吉が旧主・織田信長から継承した「御茶湯御政道」の中で、多くの大名にも影響力をもった。しかし、秀吉との関係に不和が生じ始め、最期は彼に突如切腹を命じられた。死に至った真相については諸説あり、未だ定まっていない。

## 名・号
幼名は田中与四郎（たなか よしろう、與四郎とも）、のち法名を千宗易（せんの そうえき、せん そうえき）、抛筌斎（ほうせんさい）と号した。
広く知られた利休の名は、天正13年（1585年）の禁中茶会にあたって町人の身分では参内できないため、正親町天皇から与えられた居士号である。考案者は、大林宗套、笑嶺宗訢、古渓宗陳など諸説がある。いずれも大徳寺の住持となった名僧で、宗套と宗訢は堺の南宗寺の住持でもあった。宗陳の兄弟弟子であった春屋宗園によれば、大林宗套が考案者だったという（『一黙稿』）。しかし、宗套は禁中茶会の17年前に示寂しており、彼が関わったとすれば利休が宗套から与えられたのは「利休宗易」の名であり、若年時は諱の「宗易」を使用し、少なくとも与四郎と称していた天文4年（1535年）4月28日から天文13年（1544年）2月27日以前に宗易と号したと考えられる。のちに宮中参内に際して字（あざな）の「利休」を居士号としたと考えられる。こう考えれば宮中参内の2年前、天正11年（1583年）に描かれた肖像画（正木美術館蔵）の古渓宗陳による讃に「利休宗易禅人」とあることも理解できる。
号の由来は「名利、既に休す」の意味とする場合が多いが、現在では「利心、休せよ（才能におぼれずに) 」「老古錐（使い古して先の丸くなった錐）」の境地を目指せ）」と考えられている。「利休」の名は晩年での名乗りであり、茶人としての人生のほとんどは宗易を名乗っている。

## 生涯
和泉国・堺の商家（屋号「魚屋（ととや）」）の生まれ。父は田中与兵衛（田中與兵衞）、母の法名は月岑（げっしん）妙珎、妹は宗円（茶道久田流へ続く）。
家業は、納屋衆（倉庫業）。塩魚を独占的に扱う商人（座）ないし、そういった商人たちに倉庫を貸す「問」だったとされる（利休が切腹時に書いた遺産分け状の冒頭に「問の事、泉国ある程の分。同佐野問、塩魚座賃銀百両也」とある）。
19歳で父を失い、それと前後して祖父も失う。祖父の七回忌に無財のため法要ができず、涙を流しながら墓掃除をしたとの日記が残る（不審庵蔵『緑苔墨跡』）。当時、応仁の乱の影響で、特権的商人たちは独占に対する保護を失い、苦境に立たされていた。
17歳より茶の湯を習う。利休の最初の師は北向道陳（『堺数寄者の物語』）。『南方録』によると、その後、武野紹鷗に師事し、師とともに茶の湯の改革に取り組んだとされているが、この記述は『堺数寄者の物語』や『南方録』のタネ本とされる『堺鏡』にはない。他方、『山上宗二記』の記述から、利休の師は紹鷗ではなく辻玄哉だった可能性が指摘されている。
天文13年（1544年）2月27日、松屋久政らを招いて茶会を開く（『松屋会記』）。この茶会が信頼性のある記録の中で最初の利休の茶会である。この茶会で利休は、珠光茶碗（技術的不備で青くなり損ねた青磁で、村田珠光が使っていた名物（『清玩名物記』））を用いており、以降、永禄2年（1559年）までの『松屋会記』および『天王寺屋会記』に記録されている4つの茶会でも、珠光茶碗を使っている。
商人としては、堺の実質的支配者であった三好氏の御用商人となり、財を成したと推測されている。永禄4年（1561年）までに、珠光茶碗を三好実休に千貫で売っている（『山上宗二記』）。
堺の南宗寺に参禅し、その本山である京都郊外紫野の大徳寺とも親しく交わった。
永禄12年（1569年）以降の堺が織田信長の直轄地となっていく過程で、堺の豪商茶人であった今井宗久、津田宗及とともに、信長に茶堂として召し抱えられる。天正2年（1574年）3月に信長が京都相国寺で開いた茶会に、ほかの堺の有力商人9人とともに招かれたとの記録が残る（津田宗及『信長茶会記』）。このときまでに、堺の自治組織である会合衆の一員となっていたと考えられる。天正3年（1575年）、越前一向一揆掃討戦を行う信長のために鉄砲玉を調達して送り、謝状を受け取っている（不審庵蔵『利休宛信長黒印状』）。
天正10年（1582年）6月の本能寺の変および山崎の戦いのあとは豊臣秀吉に仕えた。同年8月に秀吉を訪ねた利休は、茶室を作るように命じられ、約半年をかけて、翌年3月に現存する利休作の唯一の茶室である待庵を完成させた（『末吉勘兵衛宛利休書状』天正11年3月8日付）。このとき、薮内紹智に宛てた書状（天正10年11月14日付）に「迷惑なること」を秀吉から頼まれた、と記している。
天正11年（1583年）5月には、秀吉が近江坂本城で開いた茶会で初めて茶堂を勤めている。
天正12年（1584年）には、秀吉が築城した大坂城内の庭園空間である山里に、2畳の茶室を作っている。その周りには垣と跳ね木戸が作られ（『宗湛日記』）、茶庭としての露地が生まれることとなった。これ以後、楽茶碗や竹花入などの茶道具を創作するようになる。
天正13年（1585年）10月の秀吉の正親町天皇への禁中献茶に奉仕し、このとき宮中参内するため居士号「利休」を勅賜される。同年、黄金の茶室を設計。天正15年（1587年）には、北野大茶湯を主管。同年完成した聚楽第内に屋敷を構え、築庭にも関わり、禄も3,000石を賜わるなど、茶人として名声と権威を誇った。秀吉の政事にも大きく関わっており、大友宗麟は大坂城を訪れた際に豊臣秀長から「公儀のことは私に、内々のことは宗易（利休）に」と忠告された。
天正19年（1591年）、利休は突如秀吉の逆鱗に触れ、堺に蟄居を命じられる。応仁の乱以来、大徳寺の山門は大破し長らく放置されていたので、利休は晩年にこの山門修築の事業を引き継ぎ、門の上に閣を重ねて楼門を造り、金毛閣を寄進した。その落成にあたって山門供養のために利休が春屋和尚に依頼し、その求めに応じて書かれたのが「千門萬戶一時開」の一偈である。この文は、利休の影響力が自分の影響力を超えていると考え、秀吉を怒らせた。前田利家や、利休七哲のうち古田織部、細川忠興ら大名である弟子たちが奔走したが助命は適わず、京都に呼び戻された利休は聚楽屋敷内で切腹を命じられる。享年70 。切腹に際しては、弟子の大名たちが利休奪還を図るおそれがあることから、秀吉の命令を受けた上杉景勝の軍勢が屋敷を取り囲んだと伝えられる。死後、利休の首は一条戻橋で梟首された。首は賜死の一因ともされる大徳寺三門上の木像に踏ませる形でさらされたという。墓所は大徳寺聚光院。
利休が死の前日に作ったとされる遺偈が遺されている。
利休忌は現在、3月27日および3月28日に大徳寺で行われている。

### 死の原因
利休が秀吉の怒りを買い、自刃に至った原因を「大徳寺三門（金毛閣）改修にあたって増上慢があったため、自身の雪駄履きの木像を楼門の2階に設置し、その下を秀吉に通らせたため」とする説が知られているが、その他にもさまざまな説があり、判然としていない。
- 安価の茶器類を高額で売り、私腹を肥やした「売僧の行い」の疑いを持たれたという説[21]。
- 二条天皇陵の石を勝手に持ち出し、手水鉢や庭石などに使ったことが秀吉の怒りを買ったという説[22]。
- 秀吉と茶道に対する考え方で対立したという説[23]。
- 春屋に依頼された利休の作とされる大徳寺の山門の供養の偈が秀吉を怒らせたという説。
- 利休の心の器の大きさに、秀吉は茶会のたびに恥をかかされ、恨みを買っていたという説。
- 秀吉はわび茶を陰気なものとして嫌っており、黄金の茶室にて華やかで伸びやかな茶を点てさせた事に不満を持っていた利休が、信楽焼の茶碗を作成し、これを知った秀吉からその茶碗を処分するよう命じられるも、拒否したためという説[24]。
- 秀吉が利休の娘を妾にと望んだが、「娘のおかげで出世していると思われたくない」と拒否し、そのことを恨まれたという説[25][26]。
- 豊臣秀長死後の豊臣政権内の不安定化から始まった政争に巻き込まれたという説[27]。
- 秀吉の朝鮮出兵を批判したという説[28][注釈 2]。
- 権力者である秀吉と芸術家である利休の自負心の対決の結果という説[30][31][32]。
- 交易を独占しようとした秀吉に対し、堺の権益を守ろうとしたために疎まれたという説[33]。

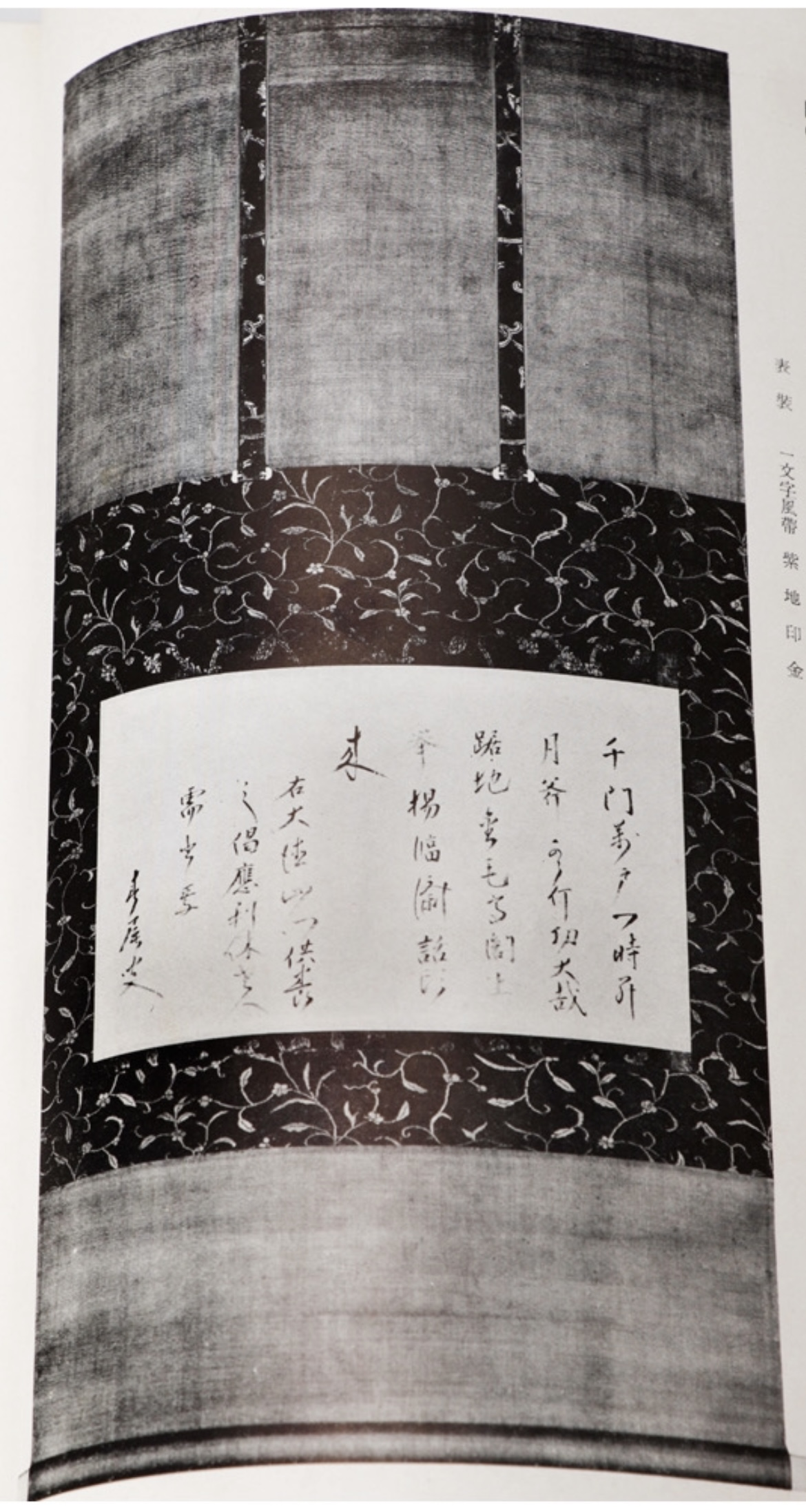
金毛閣山門供養之偈

- 金毛閣山門供養之偈利休が修行していた南宗寺は徳川家康とつながりがあり、家康の間者として茶湯の中に毒を入れ、茶室で秀吉を暗殺しようとしたことがばれたためという説[34][35]

### 死後
千利休の自害後、聚楽第にあった利休聚楽屋敷は、秀吉の手によって取り壊されたとされる。利休七哲の1人である細川忠興創建の大徳寺高桐院には、この利休屋敷の一部と伝えられる書院が残る。十数年後、この屋敷跡地は、忠興の長男・長岡休無の茶室・能舞屋敷として活用された。
茶の湯の後継者としては先妻・宝心妙樹の子である嫡男・千道安と、後妻・宗恩の連れ子で娘婿でもある千少庵が有名であるが、このほかに娘婿の万代屋宗安、千紹二の名前が挙げられる。ただし、道安と少庵は利休死罪とともに蟄居し、千家は一時取り潰しの状態であった。豊臣家の茶頭としての後継は古田織部であったが、そのほかにも織田有楽斎、細川忠興ら多くの大名茶人がわび茶の道統を継いだ。
利休の死後数年を経て（文禄4年（1595年）ごろ）、徳川家康や前田利家の取りなしにより、道安と少庵は赦免された。道安が堺の本家堺千家の家督を継いだが、早くに断絶した。このため、少庵の継いだ京千家の系統（三千家）のみが現在に伝わる。また薮内流家元の藪内家と千家にも、この時期に姻戚関係が生じる。
三千家は千少庵の系譜であり、大徳寺の喝食であったその息子・千宗旦が還俗して、現在の表千家・裏千家の地所である京都の本法寺前に屋敷を構えた。このとき宗旦は、秀吉から利休遺品の数寄道具長櫃3棹を賜ったという（指月集）。その次男宗守・三男宗左・四男宗室がそれぞれ独立して流派が分かれ、武者小路千家官休庵・表千家不審庵・裏千家今日庵となっている。件の木像は今日庵に現存する。

### 利休の茶の湯
- 「わび茶」の完成者としての利休像は、『南方録』をはじめとする後世の資料によって大きく演出されてきたものである。偽書である『南方録』では、新古今集（六百番歌合に出詠）の藤原家隆の歌、「花をのみ 待つらん人に 山里の　雪間の草の 春をみせばや 」を利休の茶の心髄としており、表面的な華やかさを否定した質実な美として描かれている。しかしこれらの資料では精神論が強調されすぎており、かえって利休の茶の湯を不明確なものとする結果を招いてきた。
- 同時代の茶の湯を知るには、利休の高弟である山上宗二による『山上宗二記』が第1級の資料とされている。この書によると、利休は60歳までは先人の茶を踏襲し、61歳から（つまり本能寺の変の年から）ようやく独自の茶の湯を始めたという。つまり、死までの10年間がわび茶の完成期だったということになる。
- 茶道具を前もって飾っておかず、すべて茶室に運び入れるところから点前を始める「運び点前」を広めたことが、利休の茶の湯への最大の貢献とされる（『僊林』）[37]。運び点前では、茶を点てることが「主」で、茶道具はそのための手段として「従」とされる。なお、利休の最初の師とされる北向道陳が、茶道具のうち水指だけは最初に畳の上に置いておく「置水指の平点前」をしていたとの記録がある[38]。
- 『南方録』には、唐物の名物道具を棚に飾っておく「台子点前」が茶の湯の「根本」であると利休が語ったとされているが、利休の台子点前について記述している『茶之湯次第書』には、利休が台子点前を「数寄に入らず」と嫌っていたことが記されている[39]。
- 利休の茶の湯の重要な点は、名物を尊ぶ既成の価値観を否定したところにあり、一面では禁欲主義ともいえる。その代わりとして創作されたのが楽茶碗や万代屋釜に代表される利休道具であり、造形的には装飾性の否定を特徴としている。名物を含めた唐物などに比べ、このような利休道具は決して高価なものではなかった点は重要である。
- 利休は茶室の普請においても画期的な変革を行っている。草庵茶室の創出である。それまでは4畳半を最小としていた茶室に、庶民の間でしか行われていなかった3畳、2畳の茶室を採りいれ、躙り口（潜り）や下地窓、土壁、五（四）尺床などを工夫した。その中でも特筆されるべきは「窓」の採用である。師の紹鷗まで茶室の採光は縁側に設けられた2枚引きあるいは4枚引きの障子による「一方光線」により行われていたが、利休は茶室をいったん土壁で囲い、そこに必要に応じて窓を開けるという手法を取った（「囲い」の誕生）。このことにより、茶室内の光を自在に操り必要な場所を必要なだけ照らし、逆に暗くしたい場所は暗いままにするということが可能になった。のちには天窓や風呂先窓なども工夫され、一層自在な採光が可能となった。設計の自由度は飛躍的に増し、小間の空間は無限ともいえるバリエーションを獲得することとなった。利休の茶室に見られる近代的とも言える合理性と自由さは、単に数奇屋建築にとどまらず、現代に至るまで日本の建築に大きな影響を及ぼしてきた。
- 「露地」も利休の業績として忘れてはならない。それまでは単なる通路に過ぎなかった空間を、積極的な茶の空間、もてなしの空間とした。このことにより、茶の湯は初めて、客として訪れともに茶を喫して退出するまでのすべてを「一期一会」の充実した時間とする「総合芸術」として完成されたと言える。
- 「利休箸」「利休鼠」「利休焼」「利休棚」など、多くのものに利休の名が残っており、茶道のみならず日本の伝統に大きな足跡を刻んでいるといえる。

## 人物・逸話

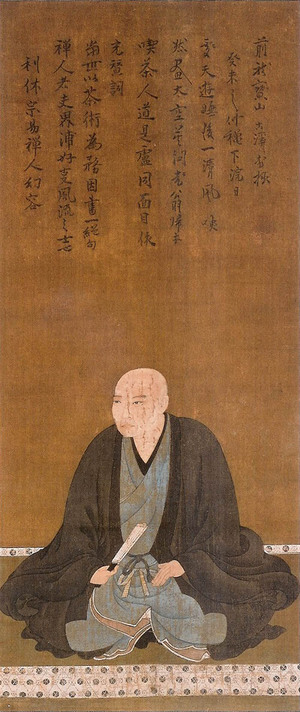
絹本著色千利休像（古渓宗陳賛、正木美術館蔵、重要文化財）

- ある朝、秀吉が利休に茶会に招かれると庭の朝顔がすべて切り取られていた。不審に思いながら秀吉が茶室に入ると、床の間に1輪だけ朝顔が生けてあり、1輪ゆえに際立てられた朝顔の美しさに秀吉は深く感動した（『茶話指月集』）。
- 弟子の古田織部の茶席で、籠の花入の下に薄板を敷いていないのを見て感じ入り、「このことに関しては私が弟子になりましょう」とまで述べた（『茶話指月集』）。
- ある冬の日、大坂から京へ向かっていた利休は、親しい茶人の家へ立ち寄り、主人は来訪に驚きながら迎え入れた。利休は、突然の訪問にもかかわらず手入れされている邸内や、庭で柚子の実を取り料理に柚子味噌を出す主人のとっさの客をもてなせる趣向に喜んだが、料理に当時は高級品で日持ちもしない蒲鉾が出されたところで顔色を変えた。実は主人は利休がこの日に自邸のそばを通ることをあらかじめ知っており、準備を整えたうえで素知らぬ態で突然の客でも十分にもてなすことが出来るように見せかけていただけだったのである。蒲鉾が用意されていたことからそれを察した利休は、わざわざ驚いたように見せた主人の見栄に失望し、その場で退席した（『茶話指月集』）。
- 福島正則は細川忠興が茶人の利休を慕っていることを疑問に思い、その後忠興に誘われ利休の茶会に参加した。茶会が終わると正則は「わしは今までいかなる強敵に向かっても怯んだことはなかったが、利休と立ち向かっているとどうも臆したように覚えた」とすっかり利休に感服していた[40]。
- 切腹を命じにきた秀吉の使者に対しても動じず「茶室の鍵をなくしました」と述べた[41]。
- 利休没後100年ごろに成立したと推定される『南方録』「滅後（偽書とされる）」には、利休が大男であったという記述がある[25]。 現存している利休の甲冑、「伝千利休所用 紺糸威縫延二枚胴具足（不審菴蔵）」から推定すると身長一八〇センチの大男だったとの説があるが、一般に甲冑はフリーサイズであり、この説の真偽は不明。

## 足跡

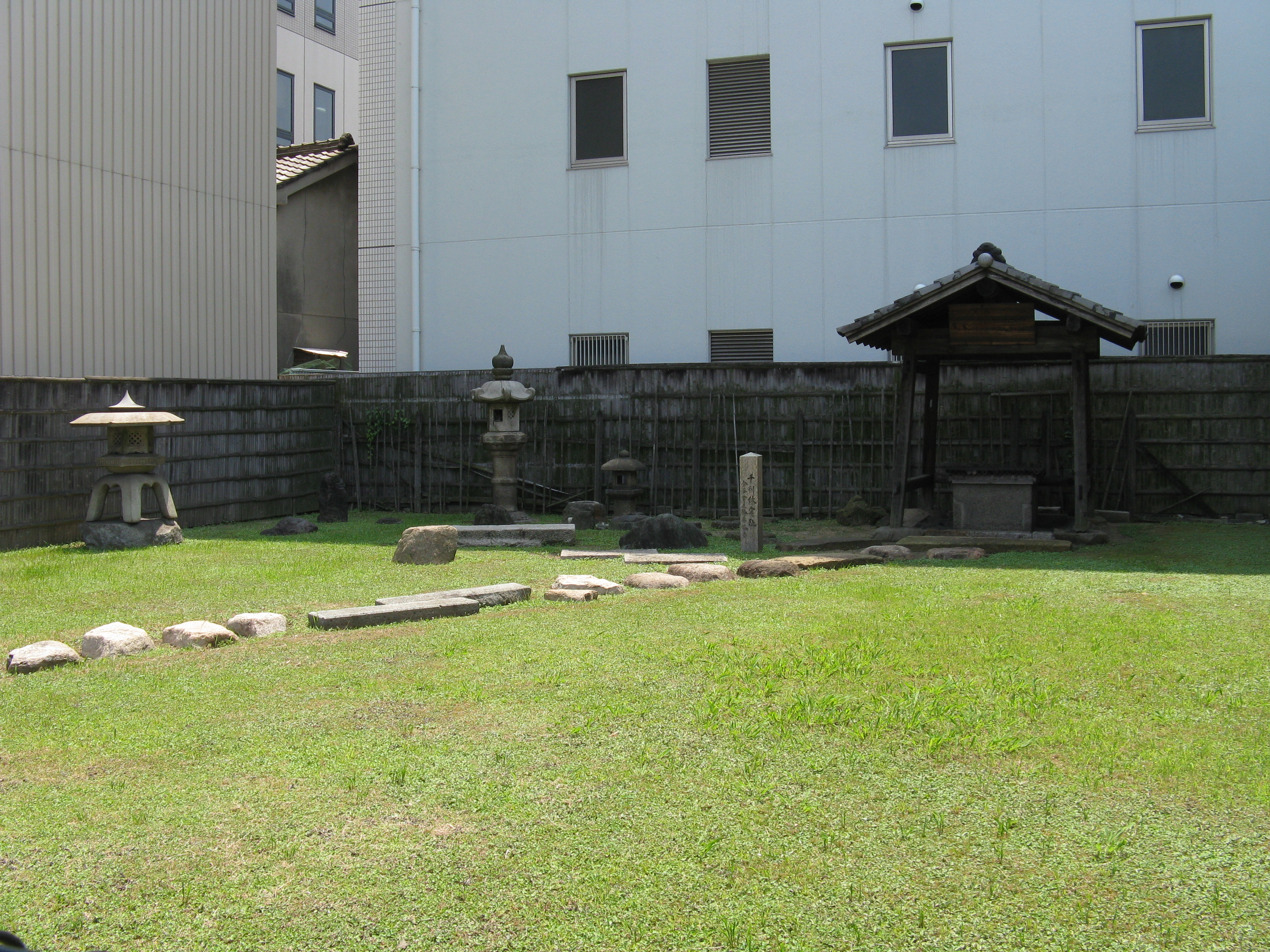
千利休屋敷跡
（堺市堺区宿院町西1丁）

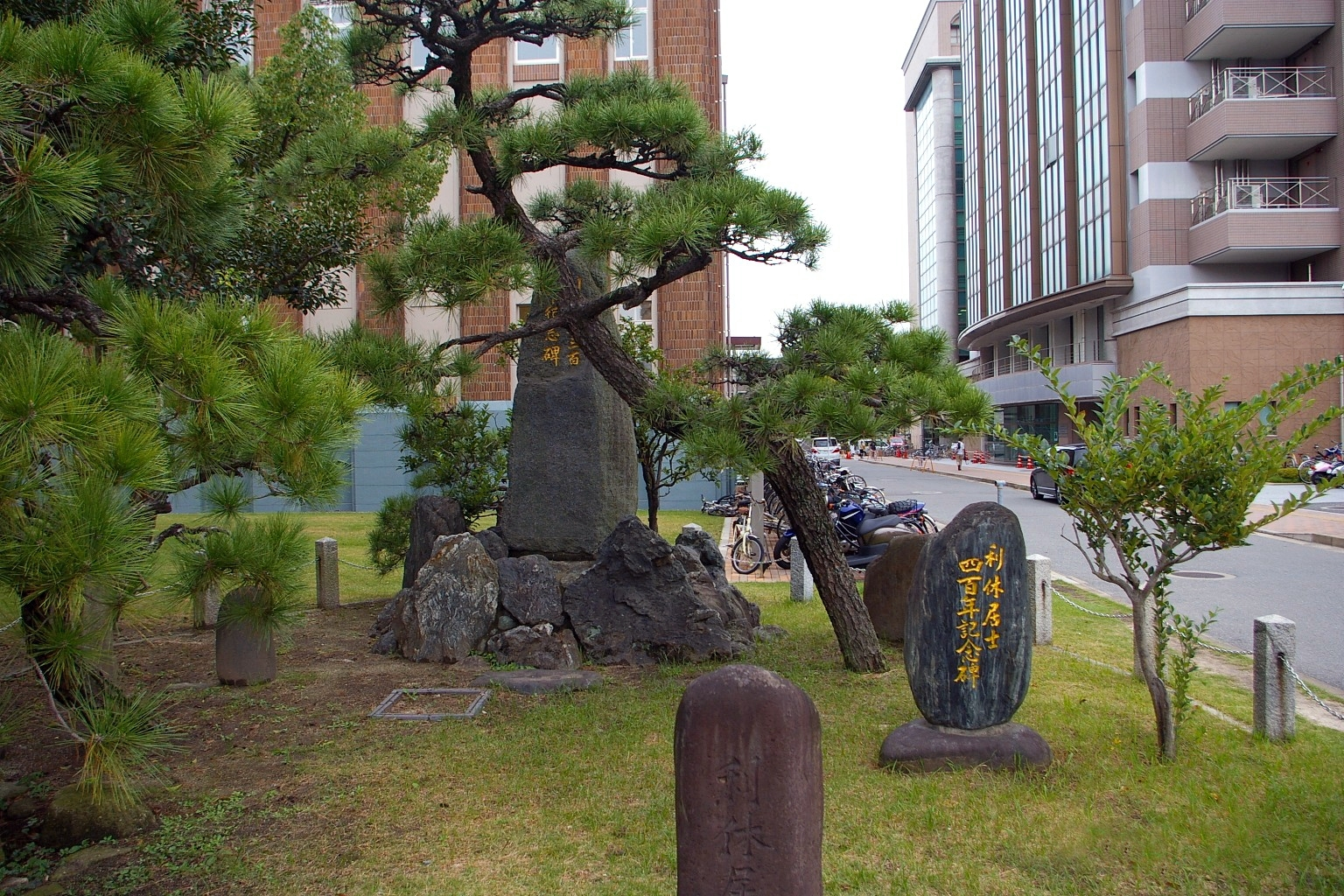
利休居士四百年記念碑
（九州大学馬出地区内）

- 大阪府堺市堺区宿院町西1丁の中浜筋沿いに利休の屋敷跡と伝えられる場所があり、市の史跡として保護されている。千家茶道の発祥と発展にともない、くるみ餅、芥子（けし）餅、肉桂餅、大寺餅といった堺銘菓を扱う和菓子店が周囲に多数存在し、中には豊臣秀吉が名付けたものもある。
- 京都市上京区の晴明神社内に利休屋敷跡の碑が建つほか、堺の百舌鳥野（現在の大仙陵古墳周辺か）に「もずの屋敷」、京都五条堀川辺りに「醒ヶ井屋敷」、同じく東山大仏前に「大仏屋敷」、大徳寺門前に「大徳寺屋敷」、大阪府島本町山崎に「山崎屋敷」を構えていたと伝えられ、京都府乙訓郡大山崎には茶室「待庵」（国宝）が現存する。
- 顕彰・展示施設としては堺市営の「千利休茶の湯館」がある（「さかい利晶の杜」として与謝野晶子記念館と併設）[42]。
- 現在でも「利休饅頭（同種の菓子に利久饅頭の別名もあり）」というお茶受けのお菓子が各地にある。
- 天正15年（1587年）、豊臣秀吉の九州遠征に同行し、筥崎宮に20日あまり滞在したとされる。このとき、秀吉は黒田休夢（黒田孝高（官兵衛）の叔父）らと浜（現在の九州大学馬出キャンパス内）で茶会を催した。利休は秀吉の命により、松に鎖を下ろし、雲龍の小釜をかけ、白砂の上の松葉をかき集めて湯を沸かしたとされる。

## 作品

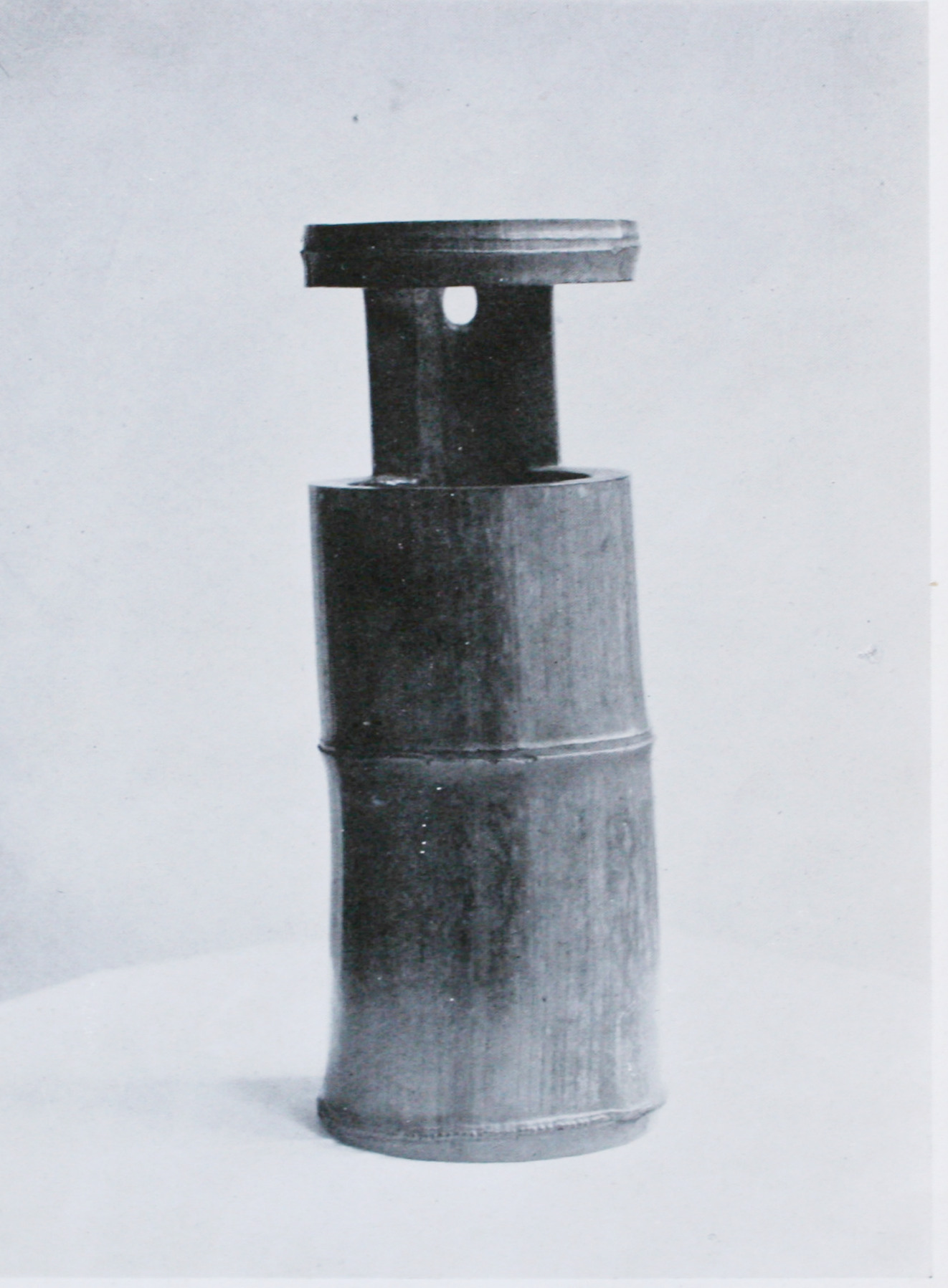
伝　千利休 竹花入「音曲」

利休はさまざまな新しい試みを茶道に持ち込んだ。樂家初代・長次郎をはじめとする職人を指導して好みの道具を作らせるとともに、自らも茶室の設計、花入・茶杓の製作など道具の製作にも熱心であった。紹鴎の時代にあってもまだ煩雑であった茶会の形式をさらに簡略化するとともに、侘び道具を製作・プロデュースして、多くの支持者・後継者に恵まれたことが、利休を侘び茶の完成者と言わしめる由縁である。
- 茶室・待庵 ： 京都府大山崎町所在。利休作といわれる。国宝。
- 黄金の茶室 ： 豊臣秀吉の命により製作。
- 書状「武蔵あぶみの書（織部あて）」「末吉勘兵衛宛書状」「松井佐渡守宛書状」など
- 書状「寄進状」
- 書「孤舟載月」
- 竹花入「園城寺」「尺八」「夜長」
- 茶杓「なみだ」「面影」

## 出自・系譜
利休の祖父は、『千家系譜』によれば、
と説明されており、新田里見氏の一族田中氏の出身とされる。また『千利休由緒書』には、
と書かれており、利休の祖父の名は初めは専阿弥、のちに千阿弥といい、足利義政の同朋衆であったため、その子、田中与兵衛（利休の父）がその阿弥号の千の字をとって千姓を称したとされる。
ただし、「阿弥」号は当時の時宗門徒などにはきわめてありふれたものであり、必ずしも同朋衆に結びつくものではない。この説の初出である「千利休由緒書」は、利休の曾孫である江岑宗左によるものであり、利休の同時代史料には見当たらないところから内容を疑問視する向きがある。たとえば芳賀幸四郎は、「千利休由緒書」の伝承は『応仁記』巻第二「室町亭行幸之事」に名の見える「同朋専阿弥」を参考にしたのではないかと指摘する。また村井康彦は、「利休の祖先が義政の同朋衆であったとするなら（中略）千阿弥は利休の祖父というより曾祖父」でなければ時代が合わないと疑義を呈している。中村修也は、「利休の祖父が足利義政の同朋衆であったという確たる史料はなく、むしろ創作された家伝と見るほうが無難である。ただし、この記事は田中姓から千姓に代わった経緯を説明する役割を担っており、その意味では、千家がもとは田中姓であったことは疑いあるまい」としている。
さらに、山上宗二の『山上宗二記』（天正16年（1588年））は、利休のことを田中宗易、利休の長男を田中紹安（のちの道安）と記しており、利休の晩年に至っても姓としては田中の方が通っていたと考えられることから、利休の父の代に田中姓を千姓に代えたのではないとする向きもある。たとえば神津朝夫は、「利休の父が田中姓を千姓に改めたというのも正しくない。『山上宗二記』には「田中宗易」と明記されており、利休の本姓は依然として田中だったことがわかるからだ」と指摘し、「千」は利休以前から続く田中家の屋号であるとしている。神津はこれに続けて「韓国では千家は朝鮮系の家ではないかとする説もあるが、田中が姓だったのではそれも成り立たない。もしも日本「帰化」姓が田中だったのなら、秀吉の朝鮮侵略中に少庵が千家に戻したことになり、あまりに不自然だろう」とも指摘している。

## 家族
- 宝心妙樹（ほうしんみょうじゅ、生年不詳 - 天正5年7月16日（1577年8月10日））
先妻。
- 宗恩（そうおん、生年不詳 - 慶長5年3月6日（1600年4月19日））
後妻。
- 千道安
長男。母は宝心妙樹。
- 宗林（そうりん、生没年不詳）
次男。母は宗恩。夭折し、父母を悲しませたという。
- 宗幻（そうげん、生没年不詳）
三男。母は宗恩。夭折した。
- 田中宗慶
一説に庶長子。
- 清蔵主（せいぞうしゅ、生没年不詳）
庶子。明叔寺を号。
- 千少庵
養嗣子。宗恩の連れ子。
- 不明（生没年不詳）
長女。母は宝心妙樹。永禄元年（1558年）ごろ、茶人千紹二に嫁いだ。
- 不明（生没年不詳）
次女。母は宝心妙樹。天正4年（1576年）ごろ、利休の弟子である万代屋宗安に嫁いだ。天正17年（1589年）、豊臣秀吉に気に入られて、奉公するように請われたが断り、のちの利休の自害の遠因になったという説がある。夫が没すると、実家に戻った。
- 三（生没年不詳）
三女。母は宝心妙樹。従弟にあたる石橋良叱に嫁いだ。三の逸話は一説には彼女のこととも言われる。
- 吟（生没年不詳）
四女。母は宝心妙樹。天正12年（1584年）、本能寺の僧侶円乗坊宗円（還俗して古市宗円・玉堂）に嫁ぐ。
- 不明（生没年不詳）
五女か。魚屋与兵衛に嫁いだ。
- 亀（かめ、生年不詳 - 慶長11年10月29日（1606年11月29日））
末女、六女か。名は長（ちょう）とも。天正4年（1576年）ごろ、のちに利休の養子となる少庵を婿とした。少庵との間には宗旦をもうけている。利休が秀吉の怒りを買って堺に蟄居する際に、歌を亀に残している。また夫婦仲は良好ではなかったようで少庵とは別居していたが、息子・宗旦が利休に連座しようとした際には別居先から駆けつけている。

また、偽書『南方録』によれば、三・亀を除くいずれかの女子が、天正19年1月18日（1591年2月11日）に自害したという。

## 千利休の展覧会
- 「特別展覧会　四百年忌　千利休展」－主催　京都国立博物館・表千家・裏千家・武者小路千家・毎日新聞社、会期　1990年3月27日～5月6日、会場　京都国立博物館

## 千利休を題材にした作品
小説
- 茶道太閤記（海音寺潮五郎、1941年、学芸社） - 新潮文庫・文春文庫で再刊
- お吟さま（今東光、1957年、淡交社） - 数社で再刊
- 千利休（松本清張、1958年、新潮社『小説日本芸譚』収録） - 新潮文庫で再刊
- 秀吉と利休（野上彌生子、1964年、中央公論社） - 新潮文庫・中公文庫で再刊
- 千利休とその妻たち（三浦綾子、1980年、主婦の友社） - 新潮文庫で再刊
- 本覚坊遺文（井上靖、1981年、講談社） - 講談社文庫、講談社文芸文庫で再刊
- 利休啾々（しゅうしゅう）（澤田ふじ子、1982年、講談社） - 講談社文庫、徳間文庫で再刊
- 利休と秀吉（邦光史郎、1991年、淡交社） - 集英社文庫で再刊
- 利休（星川清司、1994年、文藝春秋）
- 千家再興（井ノ部康之、1994年、読売新聞社） - 中公文庫で再刊
- 秀吉と利休、相克の朝（小林克巳、2007年、幻冬舎ルネッサンス）
- 利休にたずねよ（山本兼一、2008年、PHP研究所） - PHP文芸文庫、文春文庫で再刊
- 利休の闇（加藤廣、2015年、文藝春秋） - 文春文庫で再刊
- 天下人の茶（伊東潤、2015年、文藝春秋） - 幻冬舎文庫で再販
- 茶聖（伊東潤、2020年、幻冬舎）

映画
- お吟さま（1962年、松竹、監督：田中絹代、原作：今東光、演：中村鴈治郎）
- お吟さま（1978年、東宝、監督：熊井啓、演：志村喬）
- 千利休 本覺坊遺文（1989年、東宝、監督：熊井啓　原作：井上靖　演：三船敏郎）
- 利休（1989年、松竹、監督：勅使河原宏、原作：野上彌生子『秀吉と利休』、演：三國連太郎）
- 利休にたずねよ（2013年、監督：田中光敏、原作：山本兼一、演：市川海老蔵）

テレビドラマ
- 千利休とその妻たち  （1983年、関西テレビ・フジテレビ系　藤田まこと）
- 利休はなぜ切腹したか（1985年、NHK　内藤武敏）
- 千利休 〜春を待つ雪間草のごとく〜（1990年 、脚本：星川清司、毎日放送・TBS系　田村高廣）

漫画
- へうげもの（山田芳裕） - 主役は古田織部であるが、当初作者の山田は利休を主人公にと考えており、作中での出番も非常に多い（コミックスあとがきより）。
- 千利休（2006年清原なつの）
- 私は利休（作：早川光、画：連打一人）
- コミック利休にたずねよ（映画脚本：小松江里子、画：RIN） - 2013年の映画公開にあわせ漫画化。

音楽
- 千利休（水曜日のカンパネラ）
- 千利休（エグスプロージョン）

### 利休が登場した作品
映画
- GOEMON（2009年・松竹 / ワーナー、監督：紀里谷和明、演：平幹二朗）
- 花戦さ（2013年・監督：篠原哲雄、原作：鬼塚忠、演：佐藤浩市）
- 首（2023年・KADOKAWA、原作・監督：北野武、演：岸部一徳）

テレビドラマ
- 太閤記（1965年 NHK大河ドラマ　島田正吾）
- お吟さま（1968年　テレビ朝日　三島雅夫）
- 大坂城の女（1970年　関西テレビ　志村喬）
- 黄金の日日（1978年 NHK大河ドラマ　鶴田浩二）
- おんな太閤記（1981年 NHK大河ドラマ　内藤武敏）
- 独眼竜政宗（1987年 NHK大河ドラマ　池部良）
- 信長 KING OF ZIPANGU（1992年 NHK大河ドラマ　伊藤孝雄）
- 豊臣秀吉 天下を獲る!（1995年 テレビ東京12時間超ワイドドラマ 岸部一徳）
- 秀吉（1996年　NHK大河ドラマ　仲代達矢）
- 利家とまつ〜加賀百万石物語〜（2002年 NHK大河ドラマ　古谷一行）
- 大友宗麟-心の王国を求めて（2004年 NHK　林与一）
- 功名が辻（2006年　NHK大河ドラマ 鈴木宗卓）
- 太閤記〜天下を獲った男・秀吉（2006年 テレビ朝日系 藤田まこと）
- 天地人（2009年　NHK大河ドラマ　神山繁）
- 相棒 （2009年 Season8 第10話）千利休の死の謎について、「幻の茶器」の存在があったという内容。
- 江〜姫たちの戦国〜（2011年　NHK大河ドラマ　石坂浩二）
- 軍師官兵衛（2014年　NHK大河ドラマ　伊武雅刀）
- 真田丸（2016年　NHK大河ドラマ　桂文枝）

漫画
- 『ねこねこ日本史』（作：そにしけんじ）

テレビアニメ
- 『ねこねこ日本史』（Eテレ、声：小林ゆう） - 上記の漫画をアニメ化。

ゲーム
- 『Fate/Grand Order』（声：園崎未恵） - 期間限定イベント『ぶっちぎり茶の湯バトル ぐだぐだ新邪馬台国 〜地獄から帰ってきた男〜』に登場。